# Họ Ngài đêm
Họ Ngài đêm hay họ Bướm cú đêm (danh pháp khoa học: Noctuidae) là một họ bướm đêm có hơn 35.000 loài được biết đến trong tổng số có thể lên đến 100.000 loài trong hơn 4200 chi. Chúng cấu thành họ lớn nhất trong Lepidoptera.
Chúng phân bố khắp thế giới với 1450 loài ở Âu châu.
Không có khác biệt lớn giữa con đực và con cái. Đa số chúng sinh hoạt về đêm và rất bị thu hút bởi ánh đèn. Nhiều loài bị thu hút bởi hoa nhiều mật hoa. Nhiều loài là mồi của dơi.
Nhiều loài có ấu trùng và sâu sống trong đất và là loài gây hại cho nông nghiệp.

## Phân loại
Các phân họ:
- Amazonides
- Amilaga
- Ammopolia
- Anartomorpha
- Androdes
- Anaphela
- Anhausta
- Aplectoides
- Apoxestia
- Astonycha
- Atlantagrotis
- Axylia
- Calpoparia
- Consobrambus
- Cryphiomima
- Macrobarasa
- Oediconia
- Parasoloe
- Plectothripa
- Pseudotryphia
- Quadratala
- Syagrana
- Talhoukia
- Zazanisa